# Picanova
 (septembre 2018).
Picanova est une société allemande de photographie numérique et d'encadrement de photos. Picanova est le plus grand producteur mondial de décorations murales personnalisées. Son siège social est à Cologne.

## Histoire
En 2004, les frères Daniel et Philipp Mühlbauer commencèrent à travailler sur une idée de décoration murale. Ce fut dans la banlieue de Shenzhen, précisément dans le village artistique de Dafen, réputé pour sa production massive de copies de peinture à l'huile, qu'ils trouvèrent des partenaires d'affaires. Comme le marché était saturé, ils décidèrent de se réorienter vers une clientèle désirant avoir des photos personnelles comme objet de décoration pour leurs murs. C´est ainsi que naquit Picanova en 2006.
L'éditeur Dumont devient leur partenaire en 2008. Le fonds de capital risque français Ventech y fait en 2013 un investissement à hauteur de plusieurs millions d'euros. Picanova a réalisé 17,9 millions d'euros de ventes en 2014, permettant à la société de faire un bénéfice de 1,1 million d'euros pour cette année. Les compagnies United Arts (myfoto), fotofox et Bestcanvas sont devenues partie de Picanova.
Picanova reçoit en 2015 le prix Eco Internet Award du gouvernement régional de la Rhénanie-du-Nord-Westphalie pour honorer sa contribution particulière à l'avènement de l'économie digitale.
En mars 2017, la compagnie compte 600 employés répartis dans le monde, ainsi que 40 boutiques actives en ligne dans 25 pays, pour une production journalière de 100 000 articles.

## Production et offre
Les usines de production de Picanova sont situées dans 4 localités : Ehrenfeld pour le marché européen et asiatique, Miami pour le marché américain, une usine de bois à Riga pour les cadres de toiles et tous les matériaux en bois, et Shenzhen.
C'est sur le site mein Bild.de que Picanova a lancé son offre de tableaux personnalisés en ligne. En effet, les visiteurs du site pouvaient imprimer leurs propres photos sur toile et les accrocher comme des tableaux sur leurs murs. Avec le temps, l'offre s'est diversifiée de par les types d'impression photo et les cadres utilisés. Par ailleurs, de nouveaux produits tels que les coussins, les coques de téléphone et d'autres objets avec imprimés personnalisés ont vu le jour. Picanova a commencé à commercialiser ses produits sur plusieurs domaines dans différents pays, à l'instar du site français photo-sur-toile.fr.
Sur les plateformes Creame et This is a limited Edition, Picanova coopère avec des artistes dans le but d'offrir des œuvres exclusives à imprimer. La compagnie a également développé un scanner tridimensionnel permettant à tout usager de faire des prises de vue et d'imprimer de petites figurines. Quant à la plateforme Monetize.ly, elle est allouée aux célébrités sportives, du cinéma, du show business ainsi que des réseaux sociaux, dans le but d'offrir leurs photos aux fans pour les imprimer.
Le groupe Picanova inclut aussi la marque chinoise de vêtements Yincool. Depuis 2017, le groupe est le sponsor principal de l'évenement Yincool Fashion Weekend, qui rassemble les stylistes européens et asiatiques à Jurmala en Lettonie,.